# 紐霍爾 (愛荷華州)
紐霍爾爾（英語：Newhall）是一個位於美國愛荷華州本頓縣的城市。

## 地理
紐霍爾爾的座標為41°59′38″N 91°57′59″W / 41.99389°N 91.96639°W，而該地的平均海拔高度為267米（即876英尺）。

## 人口
根據2010年美國人口普查的數據，紐霍爾爾的面積為0.83平方千米，均為陸地。當地共有人口875人，而人口密度為每平方千米1,054人。